# Karol Latowicz
Karol Latowicz (jid. קאַראָל לאַטאָוויטש; ur. 15 września 1923 w Warszawie, zm. 25 listopada 1984 w Nowym Jorku) – polski aktor teatralny i filmowy żydowskiego pochodzenia. 

## Życiorys
Urodził się w Warszawie w żydowskiej rodzinie aktorskiej, jako syn Izaaka i Betty Latowiczów. W latach 1937–1938 należał do zespołu Żydowskiego Teatru Narodowego w Warszawie, w latach 1938–1939 występował na scenie żydowskiej w Belgii. Do Polski powrócił krótko przed wybuchem II wojny światowej, którą przeżył w Związku Radzieckim. Tam w latach 1940–1941 pracował jako tancerz w Teatrze Jazz i Państwowej Filharmonii w Równem. Następnie w latach 1943–1944 był tancerzem w zespole frontowym Armii Czerwonej.
Do Polski powrócił w 1946 roku i osiadł na Dolnym Śląsku, gdzie podjął pracę w Dolnośląskim Teatrze Żydowskim we Wrocławiu. Następnie był aktorem Teatru Żydowskiego w Warszawie. W 1968 roku wyemigrował z Polski do Stanów Zjednoczonych. Osiadł w Nowym Jorku, gdzie mieszkał do śmierci. Jest pochowany na Mount Hebron Cemetery.

## Filmografia
- 1938: Mateczka